# Otto Christian Archibald von Bismarck
Otto Christian Archibald von Bismarck, né le 25 septembre 1897 à Schönhausen et mort le 24 décembre 1975 à Friedrichsruh, est un homme politique (DNVP, NSDAP, puis CDU) et un diplomate allemand.

## Biographie

### Jeunesse
Il est le fils d'Herbert von Bismarck, décédé lorsque Otto avait six ans, et le petit-fils d'Otto von Bismarck, chancelier du Reich de 1871 à 1890. Sa mère est la comtesse Marguerite Hoyos. Appelé d'abord comte de Bismarck-Schönhausen, il hérite du titre de prince (Fürst) à la mort de son père en 1904.
Bachelier en 1915, il étudie le droit à Berlin et Kiel. Il effectue son service militaire en 1917 et 1918. 

### Carrière diplomatique
Il intègre le service des Affaires étrangères en 1927, dont il dirige la section politique entre 1937 et 1940. Il adhère en 1935 à l'organisation Anglo-German Fellowship. Il est attaché à l'ambassade allemande du Quirinal à Rome jusqu'en août 1943, puis dirige la commission de l'Italie à l'office des Affaires étrangères jusqu'en novembre 1944.

### Carrière politique
Pendant la République de Weimar, Bismarck est d'abord membre du Parti national du peuple allemand (DNVP) de 1919 à 1931, et député au Reichstag de 1924 à 1928. Il espère dès 1932/33 retirer un avantage personnel pour sa carrière politique de la nomination d'Adolf Hitler comme chancelier du Reich et adhère donc en mai 1933 au NSDAP. 
Il négocie en 1952 avec Friedrich Middelhauve sa possible adhésion au FDP, avant de rejoindre finalement la CDU. Élu de l'arrondissement du Herzogtum Lauenburg au Bundestag entre 1953 et 1965, il est membre de la commission des Affaires étrangères, de celle des questions berlinoises et enfin de la commission au nucléaire. Bismarck est en outre membre de l'assemblée parlementaire du Conseil de l'Europe, et son vice-président de 1959 à 1960 et de 1961 à 1966.  Il est décoré en 1965 de l'Ordre du mérite de la République fédérale d'Allemagne.
Le criminel de guerre nazi Richard Baer est arrêté en 1960 sur la propriété de Bismarck à Sachsenwald, où il séjournait depuis 1945.

## Famille
Les héritiers de Bismarck ont agi en justice pour demander le versement de dédommagements en raison de l'expropriation du domaine de Schönhausen lors de la réforme agraire menée par les autorités de la zone d'occupation soviétique. Le tribunal administratif de Magdebourg confirme en appel le rejet de cette demande, en considérant que Bismarck avait, comme représentant de l'ambassade allemande en Italie à partir de 1940, considérablement œuvré pour le national-socialisme. Le Tribunal administratif fédéral casse cette décision en estimant que Bismarck avait prévenu les autorités italiennes de l'intention allemande d'appréhender les juifs croates, ce qui aurait permis d'éviter de livrer ces derniers. Fin mars 2011, le tribunal administratif de Magdebourg fait alors obligation aux autorités d'accorder une indemnité aux héritiers de Bismarck, puisque l'on ne peut lui reprocher plus qu'une « complicité » pendant le troisième Reich. Cette décision reste cependant contestée, puisque Bismarck connaissait dès 1942 l'existence d'un plan d'extermination des juifs, et n'avait pas renoncé à son poste, qui l'amenait à exiger la livraison à l'Allemagne des réfugiés juifs.